# 箭根薯

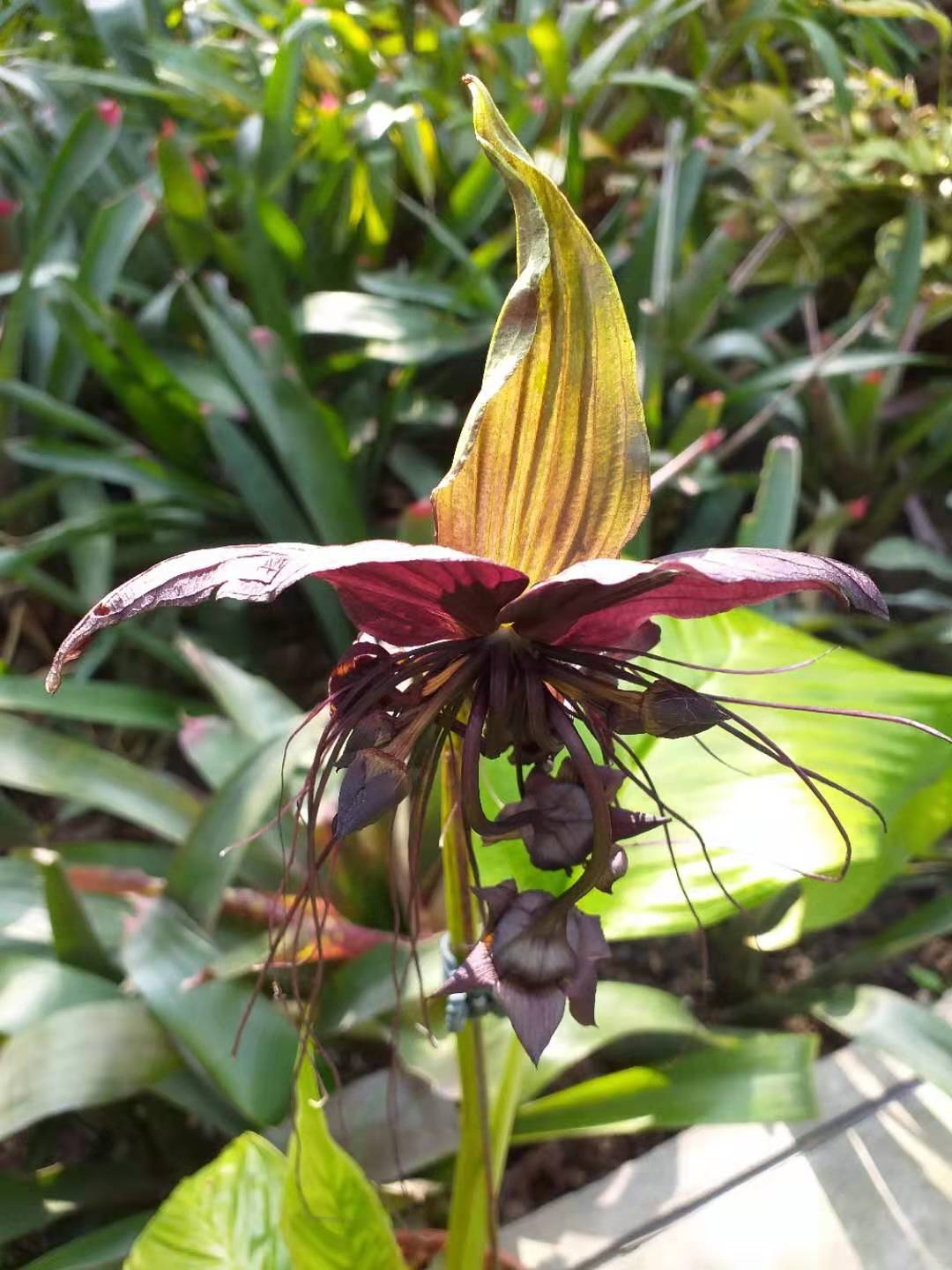
像蝙蝠翅膀的萼片。國立自然科學博物館植物園，台中，台灣。

箭根薯（学名：Tacca chantrieri）为薯蕷科蒟蒻薯属植物。英文俗稱黑蝙蝠花 Black bat flower. 分布于柬埔寨、马来西亚、老挝、越南、新加坡、泰国以及中国大陆的广东、湖南、云南、广西等東南亞熱帶地區。生长于海拔170米至1,300米的地区，多生于林下、水边或山谷阴湿处，目前尚未由人工引种栽培。箭根薯為稀有觀花植物，花朵深紫褐色至黑色，為植物界中所罕見。
花序構造也奇異。四片總苞分為二組，外側2片較小，上下生長。內側2片較大，左右生長，從某些角度看去像是蝙蝠翅膀，也是整個花序最顯眼的部位。小苞片特化成細長絲狀物，有如老虎鬚。
真正的花呈繖形花序排列在中央，每朵花有6個花瓣。箭根薯的一些別稱如蝙蝠花、老虎鬚、黑蝙蝠、招財貓等都因此特殊形、色而來。
箭根薯過去被放在蒟蒻薯科(Taccaceae)中，但這個科在2003年修訂的APG II 分類法被合併到薯蕷科（Dioscoreaceae）中。

## 引文出處
1. ↑  . （原始内容存档于2019-07-28）.